# Grande Arche de la Défense
La Grande Arche de la Défense (francoska izgovorjava: [la ɡʁɑ̃d aʁʃ də la defɑ̃s]; »Veliki slavolok v La Défense«), prvotno imenovan La Grande Arche de la Fraternité (francoska izgovorjava: [fʁatɛʁnite]; »Slavolok bratstva«), je spomenik in stavba v poslovnem okrožju La Défense in v občini Puteaux, zahodno od Pariza v Franciji. Običajno je znan kot Arche de la Défense ali preprosto kot La Grande Arche. 110 metrov visoka kocka La Grande Arche je del perspektive od Louvra do Slavoloka zmage in je bil eden od Grands Projets Françoisa Mitterranda. Razdalja od La Grande Arche do Slavoloka zmage je 4 km.

## Načrtovanje in gradnja
Leta 1982 je bil na pobudo francoskega predsednika Françoisa Mitterranda razpisan velik nacionalni oblikovalski natečaj. Danski arhitekt Johan Otto von Spreckelsen (1929–1987) in danski inženir Erik Reitzel (1941–2012) sta zmagovalno delo zasnovala kot različico Slavoloka zmage iz poznega 20. stoletja: spomenik človeštvu in humanitarnim idealom, ne pa vojaškim zmagam. Spomenik so začeli graditi leta 1985, večino del pa je opravilo francosko gradbeno podjetje Bouygues. Spreckelsen je julija 1986 odstopil in potrdil prenos vseh svojih arhitekturnih odgovornosti na svojega sodelavca, francoskega arhitekta Paula Andreuja. Reitzel je svoje delo nadaljeval, dokler spomenik ni bil dokončan leta 1989. Grande Arche ima obliko približne kocke s širino, višino in globino 110 m; domneva se, da je struktura videti kot hiperkocka (teserakt), projicirana na tridimenzionalni svet. Ima okvir iz prednapetega betona, prekritega s steklom in betelskim granitom.
La Grande Arche je bil slovesno odprt julija 1989 z veliko vojaško parado, ki je obeležila dvestoletnico francoske revolucije. S tem je bila dokončana vrsta spomenikov, ki tvorijo Axe historique, ki teče skozi Pariz. Grande Arche je obrnjen pod kotom 6,33° glede na navpično os. Najpomembnejši razlog za ta zasuk je bil tehnični: s postajo pariškega metroja, postajo RER in avtocesto, ki so neposredno pod Arche, je bil to edini način za namestitev velikanskih temeljev strukture. Poleg tega z arhitekturnega vidika zavoj poudarja globino spomenika in je podoben zavoju Louvra na drugem koncu Axe historique. Poleg tega je Arche postavljen tako, da tvori sekundarno os z dvema takrat najvišjima stavbama v Parizu, Eifflovim stolpom in stolpom Montparnas.
Na obeh straneh Arche so vladni uradi. Strešni del so leta 2010 zaprli po nesreči brez poškodb in marmorne plošče, ki so začele odpadati, so zamenjali z granitnimi. Ponovno so ga odprli leta 2017 po sedmih letih prenove. Ima panoramski pogled na Pariz, vključuje restavracijo in razstavni prostor, posvečen fotoreporterstvu.
Praznina vsebuje skeletne gredi za panoramska dvigala in senčnik iz natezne membrane iz PTFE in steklenih vlaken, znan kot Oblak (Le nuage).

## Galerija
- Pogled na Slavolok zmage iz Grande Arche
- Božična dekoracija na Grand Arche
- Severna fasada Grande Arche de la Defense
- Zahodni del La Défense, kot je viden z Grande Arche

## Najemniki
Organizacije s sedežem v Grande Arche so Bureau d'Enquêtes sur les Événements de Mer (BEAmer), francoska agencija za preiskovanje pomorskih nesreč, v južnem delu.

## Druga literatura
- François Chaslin et Virginie Picon-Lefebvre, La Grande Arche de La Défense Electa-Moniteur, 1989
- Erik Reitzel Le Cube ouvert. Structures and foundations International conference on tall buildings. Singapore, 1984. ISBN 9971840421
- Erik Reitzel Les forces dont resultent quelques monuments Parisiens de la Fin du XXe siècle Le pouvoir et la ville à l'époque moderne et contemporaine, Sorbonne 2001. ISBN 2747526100